# Hora bizantina
L'hora bizantina és un mètode antic de mesurar el pas del temps que actualment ha caigut majoritàriament en desús. L'hora 0.00.00 comença diàriament quan es pon el sol. A causa de les variacions estacionals que afecten la longitud d'un dia, l'hora zero pot variar unes quantes hores al llarg de l'any. Avui en dia és utilitzat en molt pocs llocs, per exemple, als monestirs Ortodoxos situats sobre el Mont Atos a Grècia i al monestir Mar Saba a Cisjordania. Etiòpia (a on una branca de l'església ortodoxa és la religió més estesa) encara s'utilitza aquest tipus d'hora. El calendari romà d'Orient és un mètode relacionat de mantenir dates.